# Alethe castanea
Alethe castanea е вид птица от семейство Turdidae.

## Разпространение
Видът е разпространен в Ангола, Камерун, Централноафриканската република, Демократична Република Конго, Република Конго, Екваториална Гвинея, Габон, Нигерия, Судан, Танзания и Уганда.